# Sillé-le-Philippe

Sillé-le-Philippe este o comună în departamentul Sarthe, Franța. În 2009 avea o populație de 1,091 de locuitori.